# Zanthojoppa trilineata
Zanthojoppa trilineata là một loài tò vò trong họ Ichneumonidae.